# Brookvale Oval
O Brookvale Oval é um estádio localizado em Brookvale, região metropolitana de Sydney, no estado de Nova Gales do Sul, na Austrália, possui capacidade para 21.000 pessoas, foi inaugurado em 1911, é a casa do time de rugby league Manly Warringah Sea Eagles